# 秋田師範学校
秋田師範学校 （あきたしはんがっこう） は第二次世界大戦中の1943年 （昭和18年） に、秋田県に設置された師範学校である。
本項は、秋田県師範学校・秋田県女子師範学校などの前身諸校を含めて記述する。

## 概要
1873年（明治6年）創立の（秋田県）伝習学校を起源とする。秋田県師範学校・秋田県女子師範学校の統合・官立移管により設置され、男子部・女子部を置いた。第二次世界大戦後の学制改革で新制秋田大学学芸学部（現・教育文化学部）の前身の1つとなった。
同窓会は 「旭水会」 と称し、旧制・新制（学芸学部・教育学部・教育文化学部）合同の会である。

## 沿革

### 秋田県立期

#### 伝習学校
- 1873年（明治6年）
  - 10月1日 - 秋田県、伝習学校を開校[1]。修学期間3か月[2]。
  - 11月 - 由利郡本荘町（現在の由利本荘市）に分校設置。
  - 12月 - 平鹿郡横手町（現在の横手市）に分校設置。
- 1874年（明治7年）3月 - 秋田郡大館町（現在の大館市）に分校設置。

#### 太平学校
- 1874年（明治7年）5月 - 伝習学校と洋学校（英学校、1873年9月開校）を合併、太平学校を設置。
  - 秋田東根小屋町の旧県庁跡（旧藩校明徳館跡、現・秋田市中通1丁目）の新築校舎に移転[3]。
  - 学務局・編輯局・伝習局・伝習附属局・洋学局を設置。
  - 伝習局（伝習科）は課程を下等（6か月、17歳-40歳対象）・上等（8か月）に分け、下等修了者から上等進級者を選考した[4]。
- 1876年（明治9年）
  - 8月 - 洋学科を変則中学科に改組。
  - 10月 - 女子師範伝習科を設置。
- 1877年（明治10年）1月14日： 校舎の大半を焼失。

#### 旧・秋田県師範学校、旧・秋田師範学校
- 1878年（明治11年）
  - 4月 - 校舎再建開校式を挙行。秋田県師範学校と改称。
  - 12月 - 秋田師範学校と改称。
- 1879年（明治12年）1月28日 - 秋田師範学校校則を制定。小学師範科（修業年限2年、15歳-30歳対象）・小学師範速成科（修業年限9か月）・中学師範予備科（修業年限3年）・女子小学師範科（修業年限3年、15歳-30歳対象）・講習科（現職教員の研修機関）を設置。
- 1880年（明治13年）
  - 5月3日 - 女子小学師範科を分離、秋田西根小屋町6番地（現・秋田市中通）に秋田県女子師範学校を開校。初代専任校長は西宮藤長（1880年5月 - 1881年2月）。
  - 9月 - 特撰生制度を創設。中学師範予備科修了者のうち優秀な者を県費で国内の上級学校へ留学させた。
- 1881年（明治14年）6月19日 - 校舎の大半を焼失。
- 1882年（明治15年）
  - 1月 - 師範学校教則大綱に準拠し規則改正。小学師範科を改組し、初等師範学科（1年）・中等師範学科（2.5年）・高等師範学科（4年）を設置（17歳以上対象）。
  - 7月1日 - 中学師範予備科を分離し、秋田中学校を設立。
    - 9月1日開校。現・秋田県立秋田高等学校。特撰生制度は秋田中学に引き継がれた。
- 1883年（明治16年）2月 - 校舎再建。5月26日、落成式を挙行。
- 1886年（明治19年）4月 - 女子師範学校を併合し、女子教員養成部を設置。

#### 秋田県尋常師範学校
- 1886年（明治19年）8月7日 - 師範学校令に準拠し秋田県尋常師範学校と改称（本科4年制）[5]。

#### 秋田県師範学校
- 1898年（明治31年）4月 - 師範教育令に準拠し秋田県師範学校と改称。
- 1907年（明治40年）12月10日 - 校舎全焼[6]。
- 1908年（明治41年） - 師範学校規程に準拠。本科第一部（4年制）・本科第二部（1年制、中学校卒対象）を設置。
- 1909年（明治42年）
  - 4月1日 - 秋田県女子師範学校を分離開校。秋田県師範学校は男子校となった。
  - 9月 - 秋田市手形字深田（資料によっては字深谷地。現手形学園町、秋田大学手形キャンパスの一部）に移転。
    - 秋田市明徳小学校を代用附属校とした（1933年（昭和18年）3月まで）。
    - 従前の東根小屋校地は女子師範の校地となり、附属小学校も女子師範附属となった。
- 1916年（大正5年）4月 - 本科第二部の募集を停止。師範学校志願者減少による措置。
- 1923年（大正12年）4月 - 本科第二部、募集再開。
- 1925年（大正14年）4月 - 本科第一部を5年制に変更（2年制高等小学校卒業者対象）。
- 1926年（大正15年）4月 - 専攻科（1年制）を設置。
- 1927年（昭和2年）12月9日 - 校舎をほぼ全焼（寄宿舎のみ残存）。消防手1名殉職。
- 1928年（昭和3年）2月9日 - 寄宿舎から出火、全焼。生徒1名死亡[7]。
- 1930年（昭和5年）4月30日 - 秋田市保戸野字原ノ町（現・秋田大学附属幼・附属小・附属中所在地）の新築校舎に移転。
- 1931年（昭和6年） - 本科第二部を2年制に延長。
- 1939年（昭和14年）4月 - 本科第二部に 「大陸科」 を設置。

#### 秋田女子師範学校、秋田県女子師範学校
- 1876年（明治9年）10月 - 太平学校に女子師範伝習科を設置。
- 1879年（明治12年）1月 - 秋田師範学校女子小学師範科（修業年限3年、15歳-30歳対象）。
- 1880年（明治13年）5月3日 - 秋田女子師範学校として独立。
- 1886年（明治19年）4月 - 秋田師範学校に併合され、女子教員養成部となる。洋服の制服（官給）が採用される（1893年に和服に変更）[8]。
- 1909年（明治42年）
  - 3月31日 - 師範学校を男女別に分離。両師範学校規則制定（秋田県令第15号）。
  - 4月1日 - 秋田県女子師範学校開校。
  - 9月 - 秋田県師範学校 （男子師範） が手形字深田に移転。東根小屋校地は女子師範の校地となる。
- 1911年（明治44年）2月 - 附属幼稚園を設置。
- 1916年（大正5年）4月 - 本科第二部の募集を停止。
- 1922年（大正11年）4月 - 本科第二部、募集再開。
- 1925年（大正14年）4月 - 本科第一部を5年制に変更（2年制高等小学校卒業者対象）。
- 1926年（大正15年）4月 - 専攻科（1年制）を設置。

### 官立期

#### 秋田師範学校
- 1943年（昭和18年）4月1日 - 秋田県師範学校・秋田県女子師範学校を統合し、官立秋田師範学校設置。初代校長は後藤真造。
  - 旧秋田県師範学校校舎に男子部、旧秋田県女子師範学校校舎に女子部を設置。
  - 本科（3年制。中等学校卒対象）・予科（2年制。高等小学校卒対象）を設置。
- 1947年（昭和22年）4月 - 男子部・女子部それぞれに附属中学校（新制）を設置。
- 1948年（昭和23年）4月 - 男子部・女子部の附属校を統合。
- 1949年（昭和24年）5月31日 - 新制秋田大学発足。秋田師範学校は秋田青年師範学校と共に学芸学部の母体として包括された。旧男子部校地に学芸学部（本部）、旧女子部校地に学芸学部教育部を設置。
- 1951年（昭和26年）3月 - 秋田大学秋田師範学校（旧制）廃止。

## 歴代校長
秋田県師範学校（前身諸校を含む）
- 瀧澤菊太郞：1883年
- 関藤成緒：1883年　-　1886年
- 阪根正夫：1886年9月1日 - （1887年2月2日〜校長補）[9]
- 阪根正夫：1887年10月5日[9] - 1887年12月28日[10]
- 庵地保：1887年12月28日[11] -
- 利根川浩：1892年4月1日 - 10月13日
- 奥田教佶：1892年10月20日 - 1897年4月23日
- 生駒恭人：1897年4月23日 - 1897年10月23日
- 槙山栄次：1897年10月23日 - 1900年1月19日
- 保田銓次郎：1900年1月19日 - 1907年6月14日
- 小山忠雄：1907年6月21日 - 1912年4月16日
- 山本宗太郎：1912年4月16日 - 1915年4月27日
- 児玉鑑三：1915年4月27日 - 1916年9月20日
- 小豆沢英男：1916年9月20日 -
- 柏木三郎：1921年5月4日[12] -

秋田女子師範学校
- 西宮藤長：1882年 -

秋田県女子師範学校
- （兼）小山忠雄：1909年4月1日 - 10月19日
- 樋泉慶次郎：1909年10月19日 - 1913年3月31日
- 菊池俊諦：1913年4月7日 - 1916年9月20日
- 柿山清：1916年9月20日 -
- 内田慶三：1923年3月31日[13] -

秋田師範学校
- 後藤真造：1943年4月1日[14] - 1945年11月24日[15]
- 斎藤儀重：1945年11月24日[15] -

## 校地の変遷と継承

### 秋田師範学校男子部
前身の秋田県師範学校から引き継いだ秋田市保戸野字原ノ町24番地（現・保戸野原の町）の校地を使用した。保戸野校舎は後身の新制秋田大学学芸学部に引き継がれ、1963年10月、現在の手形キャンパス（鉱山学部の南隣。1909年-1930年の秋田県師範学校手形校舎と同じ場所）に移転完了するまで使用された。
旧保戸野校地は現在、秋田大学教育文化学部附属校（附属幼・附属小・附属中・附属特別支援学校）に使用されている。

### 秋田師範学校女子部
前身の秋田県女子師範学校から引き継いだ秋田市東根小屋町63番地（現・中通三丁目児童公園）の校地を使用した。1948年、男子部・女子部の附属校が男子部附属側に統合された際、附属幼稚園は女子部校地に置かれた。附属幼稚園は1968年まで同地に残された。

## 著名な出身者
- 内藤湖南 - 東洋史学者
- 藤井帰一郎 - 教育者
- 栗林新一郎 - 教育者、郷土史家
- 井口阿くり - 教育者
- 成田為三 - 作曲家
- 鈴木壽 - 参議院議員
- 丸山修一郎 - 教育者・衆議院議員
- 川村文子 - 教育者

女子師範学校
- 永谷晴子 - 社会運動家・著作家
- 澤口フク - 政治家・中川村長・秋田県議会議員

## 関連書籍
- 秋田県（編）『秋田県史 : 第5巻明治編』秋田県、1964年3月、928頁-932頁・983頁-991頁・1052頁-1059頁。
- 秋田県（編）『秋田県史 : 第6巻大正昭和編』秋田県、1965年3月、826頁-882頁。
- 秋田市（編）『秋田市史 : 第4巻近現代1 通史編』秋田市、2004年3月、95頁-99頁・207頁-211頁・476頁-477頁・656頁-658頁。
- 秋田市（編）『秋田市史 : 第5巻近現代2 通史編』秋田市、2005年3月、127頁-129頁・260頁-261頁・397頁-399頁。